# Гванда
Гванда (англ. Gwanda) — город на юго-западе Зимбабве, административный центр провинции Южный Матабелеленд.

## География
Расположен в 122 км к юго-востоку от Булавайо. Абсолютная высота — 965 метров над уровнем моря.

## Население
По данным на 2013 год численность населения составляет 13 339 человек.
Динамика численности населения города по годам:
| 2002   | 2013   |
| ------ | ------ |
| 13 423 | 13 339 |

## Экономика и транспорт
В районе Гванды осуществляется добыча асбеста, хрома и золота. Через город проходит автомобильная дорога (A-6), ведущая из Булавайо в Байтбридж. Байтбридж расположен примерно в 220 км к юго-востоку от Гванды.